# Международная рабочая партия (Франция)
Международная рабочая партия, МРП (фр. Parti ouvrier internationaliste, POI) — троцкистская организация во Франции, действовавшая в 1936—1939 и 1942—1944 годах, секция Четвертого Интернационала. В 1939—1942 годах члены секции Интернационала действовали в качестве Комитета за Четвертый интернационал, КЧИ (Comité pour la IVe internationale).

## Предыстория партии
В апреле 1930 года сторонники Левой оппозиции во Франции, издававшие бюллетень «La Vérité», учреждают Коммунистическую лигу (Ligue communiste). Среди ведущих деятелей Лиги того времени можно назвать Раймона Молинье, Пьера Навилля и Альфреда Росмера. Уже в начале 1930-х в Лиге сформировались две группы сторонников Навилля и Молинье.
В 1934 году члены Лиги, следуя тактике энтризма, вступают в Социалистическую партию (СФИО) в качестве фракции, что вошло в историю как «французский поворот». Внутри СФИО троцкисты действуют под именем Группы большевиков-ленинцев (Groupe bolchevik léniniste). Однако к 1935 году большую часть из них исключают. В том же году от группы отходят сторонники Навилля и Пьера Франка, издававшие газету «La Commune» и учредившие в марте 1936 года Международную коммунистическую партию (МКП).

## Международная рабочая партия в 1936—1939 годах
Весной 1936 года Группа большевиков-ленинцев и организация «Революционная социалистическая молодёжь» (РСМ, Jeunesses socialistes révolutionnaires) учреждают Революционную рабочую партию (РРП, Parti ouvrier révolutionnaire). В июне 1936 года РРП объединяется с МКП, лидерами которой являются Франк и Молинье, и учреждают Международную рабочую партию (МРП). Однако уже в октябре этого же года группа вокруг Франка и Молинье выходит из организации и вновь действуют как МКП.
В Париже в июне 1936 года началось издание «массового органа» МРП газеты «La Lutte ouvrière» (Рабочая борьба). Издание газеты продолжалось до мая 1939 года. За это время вышло 118 номеров. В октябре 1936 года члены МРП начинают издавать теоретический журнал под названием «Quatrième internationale», издание которого также прекращается в мае 1939 года.
Активисты МРП принимали участие в Гражданской войне в Испании. В частности, члены партии Жан Руа (Jean Rous) и поэт-сюрреалист Бенжамен Пере (Benjamin Péret) воевали в составе войск ПОУМ, а затем — в составе анархистской колонны Дуррути.
Лидер Четвертого интернационала Лев Троцкий часто критиковал работу МРП. На учредительном конгрессе интернационала в сентябре 1938 года была принята Резолюция о задачах французской секции. В документе, в частности, говорилось: «Неадекватность руководства МРП проявляется во все возрастающем организационном разочаровании, что связано с имеющимся революционным дилетантизмом, отсутствием серьёзной административной работы, нормального функционирования национальной кассы и редакции „La Lutte ouvrière“… Естественно, что эти недостатки являются результатом отсутствия даже скромного организационного аппарата, который бы состоял из товарищей, посвящающих все своё время партийной работе».
15 января 1939 года проходит третий конгресс МРП. На нём обсуждается вопрос о вступлении членов МРП в учрежденную в июне 1938 года Рабоче-крестьянскую социалистическую партию (ПСОП; фр. Parti socialiste ouvrier et paysan, PSOP). Большинство делегатов съезда во главе с Пьером Навиллем выступили против вхождения в эту партию. Тем не менее, в феврале 1939 года меньшинство во главе с Иваном Крайпо и Жаном Руа принимает решение о вступлении в ПСОП и учреждении в ней фракции — Комитета за Четвертый интернационал (Comités pour la IVe Internationale). Лев Троцкий и Международный секретариат Четвертого интернационала поддерживали позицию Крайпо и Руа. Они призывали руководство МРП принять решение о вхождении в ПСОП. После того, как руководство МРП отказалось это сделать, Международный секретариат в июле 1939 года принял решение о снятии с МРП статуса французской секции Четвертого интернационала. После этого большинство активистов МРП вступают в ПСОП и действует в составе троцкистской фракции.

## Вторая мировая война и немецкая оккупация
После того как ПСОП прекратила своё существование летом 1940 года, уже после заключения Компьенского перемирия, происходит объединение бывших активистов МРП, — как сторонников, так противников энтризма в ПСОП, — в рамках Комитета за Четвертый интернационал. В августе активисты КЧИ начинают издание газеты «La Vérité, organe bolchevique-léniniste», которая стала первой подпольной газетой на территории вишистской Франции. Кроме того, в 1942 году вновь начинается издание журнала «Quatrième internationale», который первоначально выходил в качестве теоретического органа Европейского секретариата Четвертого интернационала.
В июле 1942 года руководство КЧИ было арестовано на территории, контролируемой Правительством Виши. В конце декабря того же года активисты КЧИ принимают решение вновь называть себя Международной рабочей партией. В феврале 1943 года начинается издание теоретического журнала МРП «Le Militant». В июне 1943 года проходит четвертый конгресс МРП.
С июля 1943 года активисты МРП начинают издавать газету «Arbeiter und Soldat» для агитации немецких солдат во Франции. К этому времени уже вся территория страны была оккупирована немецкими войсками. 17 октября 1943 года в Бресте была арестована группа распространителей газеты «Arbeiter und Soldat». В это же время в Париже было арестовано несколько членов руководства МРП, включая Давида Руссе и Марселя Хица. Последний погиб во время депортации в концлагерь.
В 1944 году Международная рабочая партия вместе с Комитетом коммунистов-интернационалистов и группой «Октябрь» учреждают Международную коммунистическую партию, являвшуюся секцией Четвертого интернационала до 1969 года.

## Конгрессы Международной рабочей партии
- Учредительный — 12 апреля 1936 года[2];
- первый — октябрь 1936 года[5];
- второй — конец 1937 года[5];
- третий — 15 января 1939 года[2];
- четвертый — июнь 1943 года[9].